# Linda Ikeji
Linda Ikeji (née Linda Ifeoma Ikeji; 19 septembre 1980) est une blogueuse nigériane, une auteure, une entrepreneure et une ancienne modèle. Elle est surtout connue pour son blog.

## Biographie
Ikeji nait et grandit dans une famille catholique de Nkwerre, dans l'État d'Imo, dont elle est la deuxième enfant. Elle a terminé l'école secondaire à l'âge de 17 ans et, à 18 ans, s'est inscrite à l'Université de Lagos, où elle a étudié la langue anglaise. Pour aider sa famille et subvenir à ses besoins par le biais de l'école, elle a occupé des emplois à temps partiel comme serveuse, modèle et écrivain,.
Ikeji est diplômée de l'Université en 2004. En 2006, elle commence à bloguer, comme un hobby. À l'époque, internet n'était pas aussi implanté au Nigeria, et elle effectuait ses posts dans un cybercafé.
Elle devient une blogueuse active en 2007 et, plus tard, acquiert son domaine personnalisé www.lindaikejisblog.com,. Cet ex-modèle fréquente les personnalités de Nollywood, de la musique, de la politique et de la finance, et se consacre aux potins et aux secrets d'alcôve, le tout mélangé avec des informations diverses. Le site accueille également un maximum de publicité.
Elle porte également un projet à but non lucratif sur le thème  I'd rather be self made; No thanks, cherchant à aider les jeunes femmes de 16 à 25 ans qui ont des idées d'entreprise et sont tentées par l'entrepreneuriat.
En août 2012, Forbes Afrique consacre un numéro aux femmes Africaines et met en vedette deux jeunes femmes nigérianes: Linda Ikeji, et Chibundu Onuzo. En 2014, le nom Linda Ikeji est le plus recherché par les utilisateurs de Google au Nigeria.
Linda Ikeji ouvre également en novembre 2016 une plate-forme musicale connue sous le nom de LindaIkeji Music, mais qui devient inactive trois mois après son lancement. Elle introduit une plate-forme de réseautage social appelée Linda Ikeji Social, opérant sur le nom de domaine LindaIkejiSocial.com.
En 2023, Linda Ikeji fait ses débuts dans la production cinématographique nigériane en produisant son premier film intitulé Dark October, centré sur l'histoire du lynchage des quatre d'Aluu, lynchage par collier qui a impliqué quatre étudiants du département de géologie de l'université de Port Harcourt. Ils ont été lynchés après avoir été accusés de vol à Aluu, une communauté de la zone de gouvernement local d'Ikwerre, dans l'État de Rivers, au Nigeria, en octobre 2012.

## Controverses

### Messages et informations controversées
Elle n'hésite pas à se lancer dans des controverses avec des célébrités telles que Funke Akindele, Richard Mofe Damijo, Djimon Honsou, Wizkid, etc., ou avec des personnalités politiques, renforçant ainsi sa notoriété et son image de site impertinent et indiscret,,,,,.

### Arrêt ponctuel du blog par Google
Son blog a été arrêté le 8 octobre 2014 et a été rétabli le 10 octobre 2014, vers minuit, par Google pour des raisons non divulguées. Kola Ogunlade, le correspondant de Google, a déclaré : « Lorsque nous sommes informés de l'existence d'un contenu qui pourrait violer nos Conditions de Service, nous agissons rapidement pour l'examiner et déterminer si c'est contraire à notre règlement. Si nous déterminons qu'il l'est, nous le retirons immédiatement. ».

## Prix et distinctions
| Prix                    | Année | Catégorie                       |
| ----------------------- | ----- | ------------------------------- |
| Nigeria Blog Awards NBA | 2013  | Meilleur Blog de divertissement |